# Maren Uthaug
Maren Uthaug, född 1972, är en dansk-norsk-samisk författare, bloggare och satirtecknare. Uthaug är född i Kautokeino i Finnmark fylke med en norsk mor och en samisk far. Hon flyttade 1980 med sin mor till Danmark, där hon växte upp och nu bor. Hennes böcker ges ut på danska, norska och samiska förlag. Uthaug har en daglig seriestripp i den danska dagstidningen Politiken. 2018 mottog hon DR Romanprisen for "Hvor der er fugle". 

## Priser
- Storm P Prisen - 2015